# Hermann-Güntherodt-Siedlung

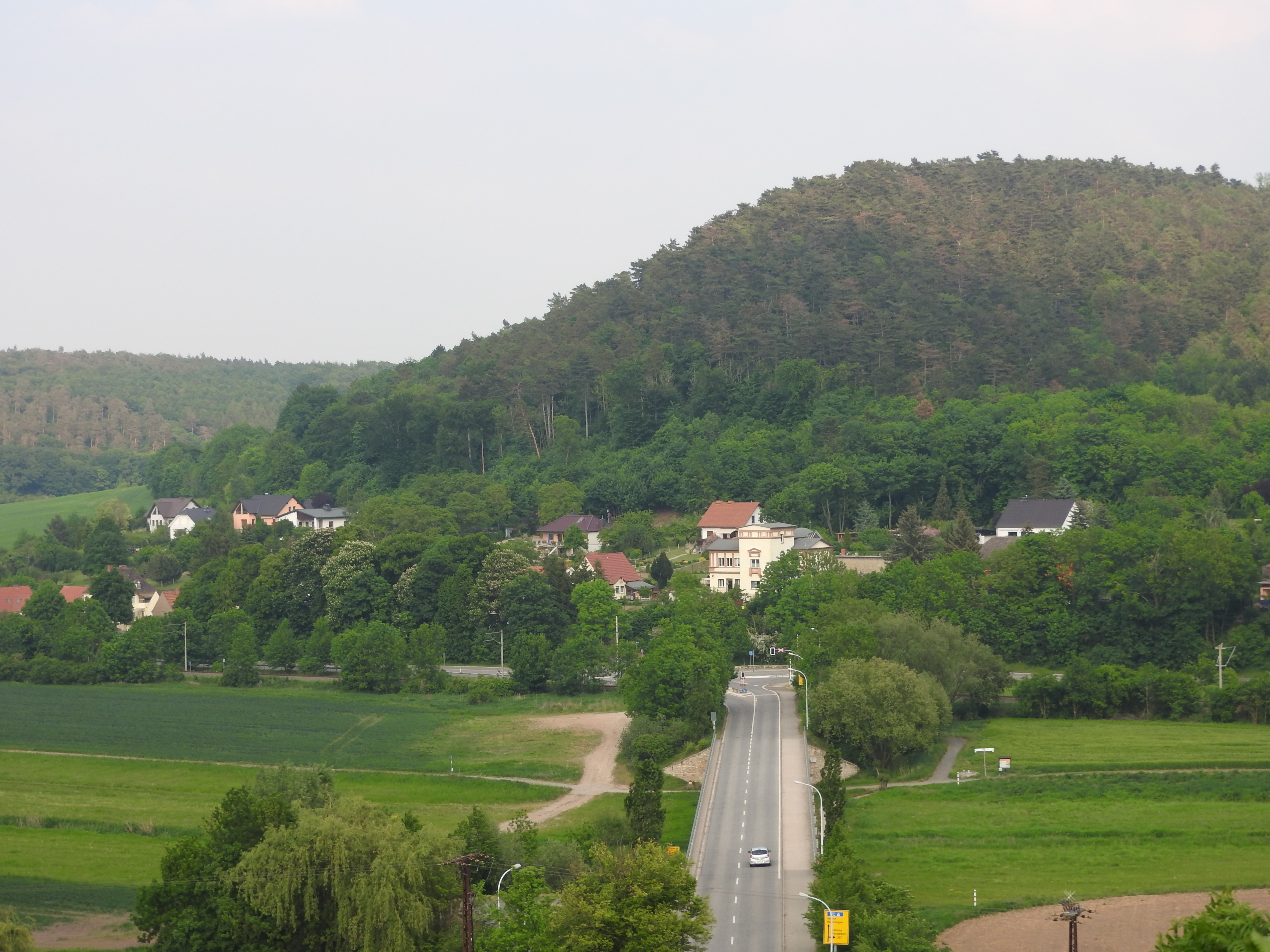
Hermann-Güntherodt-Siedlung von der Kapelle Sachsenburg

Die Hermann-Güntherodt-Siedlung ist ein Ortsteil von An der Schmücke im Kyffhäuserkreis in Thüringen.

## Lage
Die Siedlung befindet sich zwischen Gorsleben und Oldisleben und dem Bahnhof Heldrungen zwischen der Bundesstraße 85 und der Bundesstraße 86 in der Nähe der Landgemeinde Sachsenburg in der Wipperniederung beim Übergang in die Unstrutaue. In Oldisleben gehört die auf der rechten Seite der Unstrut liegende Siedlung zu Sachsenburg.

## Geschichte
Hermann Güntherodt, Kommunist und Kreistagsabgeordneter, wurde noch vor dem Machtantritt der Nazis ermordet. Seinem Andenken wurde die Siedlung gewidmet.